# 918

## Догађаји
- Википедија:Непознат датум — Краљевина Источна Англија припојена Краљевини Енглеској

- 23. децембар — Краљ Конрад I, повређен у једној од битака са Арнулфом I, умире у својој резиденцији у замку Вајлбург после 7-годишње владавине. На самртној постељи Конрад убеђује свог млађег брата Еберхарда III да понуди круну Источне Франачке Хенрију Фовлеру, војводи од Саксоније. Конрад је сахрањен у катедрали у Фулди (такође Бонифацијевој гробници) у Немачкој.
- Битка код Корбриџа: Високи Рив Еалдред I убеђује шкотског краља Константина II да му помогне да поврати своју позицију у Берникији. Они припремају инвазију на његове земље које сада контролишу Нордијци. Викинзи под командом Рагнал уа Имаир (или Рӕгналд) побеђују Шкоте и њихове савезнике код Корбриџа (Северна Нортамбрија), али сами подносе велике губитке.
- 12. јун — Етхелфлд умире код Тамворта док је водио кампању против Викинга. Сахрањена је са супругом Етелредом у манастиру Светог Освалда у Глостеру. Етхелфледа је наследила њена једина ћерка Елфвин.
- Краљеви Идвал Фоел од Гвинеда и Хајвела ап Кадела и принц Клајдог од Дехеубарта (Велс) потчињавају се господству Едварда Старијег. Викинзи упадају у Англси.
- 25. јул — Ванг Кон, корејски генерал, збацио је владу краткотрајне државе Хо Гогурјео и ступио на трон у Чеорвону. Оснива династију Горјео и чини Сонгак својом престоницом.
- Цар Таизу из Китанског царства заузима нови град који се зове Шангџинг (данашња Унутрашња Монголија), што значи Врховна престоница. Постаје резиденција кинеске династије Лиао.

## Смрти
- Википедија:Непознат датум — Конрад I, краљ Немачке